# Jabil
Jabil Circuit Inc. è una società americana che opera nel settore della produzione di componenti elettronici e circuiti elettronici per  produttori di apparecchiature originali. Inoltre offre servizi per la progettazione e il design dei prodotti, per la gestione della catena di distribuzione e per la fase post-vendita
(garanzie e riparazioni).
È quotata al NYSE: JBL.

## Storia
La società viene fondata nel 1966 Bill Morean e James Golden a Detroit, Michigan iniziando a produrre e riparare circuiti stampati per la società Control Data Corporation. Il nome Jabil deriva dalla combinazione dei nomi propri dei due fondatori, JAmes e BIll. Presto, però, Morean diventa l'unico proprietario, ed in collaborazione con il figlio William darà il via allo sviluppo della compagnia, che nel 1979 siglerà un importante accordo di fornitura con General Motors a cui ne seguirà nel 1982 uno simile con IBM.
Nel 1993 entra in Borsa, al NYSE.
Nel 1996 diventa fornitore di Cisco Systems e di HP, dalla quale dipendono il 25% dei ricavi di Jabil e da cui nel 1998 acquisisce la linea produttiva delle stampanti laser.
Nel 2002 acquista Philips Contract Manufacturing Services attiva nell'assemblaggio di circuiti stampati nonché fornitore di Philips.

## Clienti
I clienti di Jabil sono IBM, Whirlpool, Cisco, Philips, Nokia, Xerox, Siemens, Intel, Lucent, Samsung, Ericsson, HP.

## Italia
La società era attiva in Italia con Jabil Circuit Italia S.r.l. negli stabilimenti di Stezzano (ex HP, schede elettroniche per stampanti laser HP), Genova con uffici tecnici (ex Marconi Communications), San Marco Evangelista (ex Marconi Communications, schede elettroniche) e a Mapello (BG). Le attività svolte in questi ultimi stabilimenti sono state trasferite negli impianti di Cassina de' Pecchi (apparati a microonde per l'accesso a reti fisse e mobili) e Marcianise  (apparati per accesso radio GSM e EDGE) i quali fino al 2007 erano di proprietà di Nokia Siemens Networks Italia.
In Italia tra i suoi clienti ha annoverato Ansaldo STS ed Enel, Finmeccanica.
Nel 2001 Jabil chiude il centro HP di Stezzano, ceduto alla Brembo ed attualmente conosciuto come Km Rosso. Tutta la produzione europea per le stampanti HP viene trasferita da Jabil in Cina (appena entrata nel WTO).
Jabil si trasferisce a Mapello, dove continua a produrre il contatore per ENEL e un numero crescente di prodotti di comunicazione per la belga OPTION (www.option.com). Il più famoso tra questi è la "connect card", primo esemplare di 3G prodotto e commercializzato anche per VODAFONE.
Al termine della commessa ENEL il sito di Mapello viene chiuso, la produzione per Option viene trasferita in Cina e i dipendenti trasferiti nel sito di Cassina de Pecchi.
Nel 2006 viene chiuso l'ufficio di Genova, le cui attività vengono trasferite a Mapello e Marcianise.
Nel 2008 vengono chiusi i siti di Mapello e San Marco, le cui attività vengono rispettivamente trasferite a Cassina e Marcianise.
Nel giugno 2010 gli impianti di Cassina e Marcianise vengono ceduti al fondo Mercatech che li inserisce all'interno di una nuova società, Competence Emea che dopo 6 mesi rischia l'amministrazione controllata per un buco di 70 milioni di euro; successivamente Jabil ritorna sui suoi passi e riacquista gli stabilimenti.
Nel settembre 2011 Jabil comunica la chiusura per cessata attività di tutto il sito di Cassina de' Pecchi e la messa in mobilità di tutti i lavoratori.
Nel marzo del 2015 È stato firmato al ministero dello Sviluppo Economico l'accordo che ratifica la cessione dello stabilimento Ericsson di Marcianise (Caserta) alla Jabil.
Nel maggio del 2020, ha annunciato 190 licenziamenti nello stabilimento di Marcianise (Caserta). La vertenza è iniziata undici mesi fa, quando furono annunciati 350 esuberi.